# Aron Hammarbäck
Aron Hammarbäck, född 16 maj 1875, död 27 mars 1945, var en svensk fotbollsspelare som var aktiv i Örgryte IS under den svenska fotbollens första år.
Hammarbäck var en av grundarna till Örgryte IS och var mångårig styrelseledamot i klubben. Han var lagkapten i Öis fotbollslag i tio år, och deltog den 22 maj 1892 i den första matchen mellan två svenska lag, då Örgryte mötte IS Lyckans Soldater. Han blev svensk mästare i fotboll 1896, 1898, 1899, 1902 och 1904, och var med och vann Svenska Fotbollspokalen 1903. Utöver fotbollsframgångarna var han dessutom svensk inofficiell mästare i tennis 1898, 1899 och 1900.
År 2020 valdes Hammarbäck in i Svensk fotbolls Hall of Fame.